# Eleições legislativas portuguesas de 2024 no distrito de Castelo Branco
| Eleições legislativas portuguesas de 2024 Distritos: Aveiro \| Beja \| Braga \| Bragança \| Castelo Branco \| Coimbra \| Évora \| Faro \| Guarda \| Leiria \| Lisboa \| Portalegre \| Porto \| Santarém \| Setúbal \| Viana do Castelo \| Vila Real \| Viseu \| Açores \| Madeira \| Estrangeiro |

## Resultados por concelho
Os resultados nos concelhos do Distrito de Castelo Branco foram os seguintes:

### Belmonte
| Partido                 | Partido                                  | Votos | %               | +/-   |
| ----------------------- | ---------------------------------------- | ----- | --------------- | ----- |
|                         | Partido Socialista                       | 1 380 | 39,39 / 100,00  | 13,66 |
|                         | Aliança Democrática (PPD/PSD-CDS-PP-PPM) | 800   | 22,84 / 100,00  | 0,39  |
|                         | CHEGA                                    | 691   | 19,73 / 100,00  | 11,01 |
|                         | Bloco de Esquerda                        | 136   | 3,88 / 100,00   | 0,10  |
|                         | Coligação Democrática Unitária (PCP-PEV) | 112   | 3,20 / 100,00   | 0,52  |
|                         | Alternativa Democrática Nacional         | 59    | 1,68 / 100,00   | 1,30  |
|                         | Pessoas–Animais–Natureza                 | 58    | 1,66 / 100,00   | 0,79  |
|                         | Iniciativa Liberal                       | 56    | 1,60 / 100,00   | 0,68  |
|                         | LIVRE                                    | 48    | 1,37 / 100,00   | 0,86  |
|                         | Outros (com menos de 1,00%)              | 41    | 1,17 / 100,00   |       |
| Votos Inválidos         | Votos Inválidos                          | 122   | 3,48 / 100,00   | 0,73  |
| Total                   | Total                                    | 3 503 | 100,00 / 100,00 |       |
| Eleitorado/Participação | Eleitorado/Participação                  | 5 844 | 59,94 / 100,00  | 8,15  |

| Freguesia                   | %     | %     | %     | %    | %    | %    | %    | %    | %    | Votantes | Taxa de Participação |
| Freguesia                   | PS    | AD    | CH    | BE   | CDU  | ADN  | PAN  | IL   | L    | Votantes | Taxa de Participação |
| --------------------------- | ----- | ----- | ----- | ---- | ---- | ---- | ---- | ---- | ---- | -------- | -------------------- |
| Freguesia                   |       |       |       |      |      |      |      |      |      | Votantes | Taxa de Participação |
| Belmonte e Colmeal da Torre | 40,54 | 21,73 | 20,72 | 3,71 | 3,51 | 1,40 | 1,40 | 1,61 | 1,20 | 1 993    | 61,78                |
| Caria                       | 34,34 | 25,40 | 21,39 | 3,92 | 2,51 | 1,91 | 2,21 | 1,51 | 2,01 | 996      | 57,57                |
| Inguias                     | 42,31 | 20,41 | 16,57 | 4,44 | 3,55 | 2,37 | 1,48 | 2,07 | 0,89 | 338      | 56,43                |
| Maçainhas                   | 49,43 | 25,57 | 5,11  | 4,55 | 2,84 | 2,27 | 1,70 | 1,14 | 0,57 | 176      | 60,90                |
| Belmonte                    | 39,39 | 22,84 | 19,73 | 3,88 | 3,20 | 1,68 | 1,66 | 1,60 | 1,37 | 3 503    | 59,94                |

### Castelo Branco
| Partido                 | Partido                                  | Votos  | %               | +/-   |
| ----------------------- | ---------------------------------------- | ------ | --------------- | ----- |
|                         | Partido Socialista                       | 9 516  | 29,47 / 100,00  | 15,17 |
|                         | Aliança Democrática (PPD/PSD-CDS-PP-PPM) | 9 002  | 27,88 / 100,00  | 1,14  |
|                         | CHEGA                                    | 7 825  | 24,24 / 100,00  | 13,31 |
|                         | Bloco de Esquerda                        | 1 368  | 4,24 / 100,00   | 0,24  |
|                         | Iniciativa Liberal                       | 1 136  | 3,52 / 100,00   | 0,55  |
|                         | LIVRE                                    | 775    | 2,40 / 100,00   | 1,37  |
|                         | Coligação Democrática Unitária (PCP-PEV) | 600    | 1,86 / 100,00   | 0,65  |
|                         | Pessoas–Animais–Natureza                 | 500    | 1,55 / 100,00   | 0,40  |
|                         | Alternativa Democrática Nacional         | 408    | 1,26 / 100,00   | 1,07  |
|                         | Outros (com menos de 1,00%)              | 340    | 1,05 / 100,00   |       |
| Votos Inválidos         | Votos Inválidos                          | 815    | 2,52 / 100,00   | 0,43  |
| Total                   | Total                                    | 32 285 | 100,00 / 100,00 |       |
| Eleitorado/Participação | Eleitorado/Participação                  | 48 081 | 67,15 / 100,00  | 10,30 |

| Freguesia                        | %     | %     | %     | %    | %    | %    | %     | %    | %    | Votantes | Taxa de Participação |
| Freguesia                        | PS    | AD    | CH    | BE   | IL   | L    | CDU   | PAN  | ADN  | Votantes | Taxa de Participação |
| -------------------------------- | ----- | ----- | ----- | ---- | ---- | ---- | ----- | ---- | ---- | -------- | -------------------- |
| Freguesia                        |       |       |       |      |      |      |       |      |      | Votantes | Taxa de Participação |
| Alcains                          | 31,29 | 23,79 | 25,29 | 4,35 | 3,68 | 2,55 | 1,69  | 1,76 | 1,28 | 2 665    | 61,79                |
| Almaceda                         | 43,89 | 29,39 | 12,98 | 3,44 | 2,67 | 0,38 | 1,91  | 0,76 | 1,53 | 262      | 51,78                |
| Benquerenças                     | 32,17 | 22,38 | 23,78 | 5,36 | 3,96 | 2,80 | 1,17  | 0,93 | 2,10 | 429      | 70,91                |
| Castelo Branco                   | 26,40 | 29,79 | 25,00 | 4,50 | 3,98 | 2,57 | 1,87  | 1,57 | 1,13 | 21 601   | 69,20                |
| Cebolais de Cima e Retaxo        | 44,11 | 15,62 | 21,28 | 4,66 | 2,65 | 1,37 | 4,02  | 2,28 | 0,55 | 1 095    | 68,82                |
| Escalos de Baixo e Mata          | 35,17 | 21,14 | 25,71 | 3,79 | 2,05 | 2,68 | 0,95  | 1,42 | 1,89 | 634      | 62,59                |
| Escalos de Cima e Lousa          | 40,52 | 19,83 | 23,67 | 4,34 | 2,35 | 1,24 | 1,24  | 1,61 | 1,49 | 807      | 64,30                |
| Freixial e Juncal do Campo       | 39,50 | 20,77 | 19,64 | 3,61 | 1,58 | 2,48 | 1,58  | 2,03 | 1,35 | 443      | 69,00                |
| Lardosa                          | 35,29 | 23,14 | 22,35 | 2,94 | 2,16 | 3,14 | 2,75  | 1,37 | 1,57 | 510      | 63,99                |
| Louriçal do Campo                | 40,69 | 28,62 | 17,59 | 1,72 | 1,03 | 0,69 | 1,38  | 1,72 | 1,03 | 290      | 65,17                |
| Malpica do Tejo                  | 49,53 | 9,43  | 21,23 | 3,30 | 0    | 0,47 | 11,32 | 0,47 | 0    | 212      | 61,63                |
| Monforte da Beira                | 47,98 | 19,08 | 19,08 | 1,16 | 4,05 | 0,58 | 0     | 0    | 2,31 | 173      | 61,79                |
| Ninho do Açor e Sobral do Campo  | 31,90 | 26,67 | 27,14 | 2,86 | 2,38 | 2,38 | 0,71  | 1,43 | 1,43 | 420      | 65,52                |
| Póvoa de Rio de Moinhos e Cafede | 30,63 | 21,59 | 25,65 | 3,32 | 4,61 | 3,87 | 1,48  | 1,48 | 1,11 | 542      | 64,68                |
| Salgueiro do Campo               | 42,82 | 21,90 | 20,68 | 4,62 | 0,97 | 1,46 | 0,97  | 0,49 | 1,70 | 411      | 66,50                |
| Santo André das Tojeiras         | 31,99 | 36,34 | 18,63 | 1,55 | 1,24 | 0,62 | 0,93  | 1,86 | 3,11 | 322      | 55,04                |
| São Vicente da Beira             | 30,87 | 35,16 | 19,55 | 3,43 | 1,20 | 1,37 | 1,20  | 0,51 | 3,43 | 583      | 60,35                |
| Sarzedas                         | 33,28 | 37,28 | 18,99 | 1,39 | 0,87 | 1,74 | 0,70  | 0,70 | 1,74 | 574      | 61,52                |
| Tinalhas                         | 26,60 | 29,81 | 24,68 | 3,53 | 3,21 | 2,56 | 1,28  | 3,21 | 1,92 | 312      | 63,16                |
| Castelo Branco                   | 29,47 | 27,88 | 24,24 | 4,24 | 3,52 | 2,40 | 1,86  | 1,55 | 1,26 | 32 285   | 67,15                |

### Covilhã
| Partido                 | Partido                                  | Votos  | %               | +/-   |
| ----------------------- | ---------------------------------------- | ------ | --------------- | ----- |
|                         | Partido Socialista                       | 12 450 | 43,00 / 100,00  | 11,79 |
|                         | Aliança Democrática (PPD/PSD-CDS-PP-PPM) | 6 669  | 23,03 / 100,00  | 0,69  |
|                         | CHEGA                                    | 4 098  | 14,15 / 100,00  | 8,87  |
|                         | Bloco de Esquerda                        | 1 538  | 5,31 / 100,00   | 0,24  |
|                         | Coligação Democrática Unitária (PCP-PEV) | 1 036  | 3,58 / 100,00   | 1,15  |
|                         | Iniciativa Liberal                       | 755    | 2,61 / 100,00   | 0,06  |
|                         | LIVRE                                    | 672    | 2,32 / 100,00   | 1,43  |
|                         | Pessoas–Animais–Natureza                 | 380    | 1,31 / 100,00   | 0,23  |
|                         | Outros (com menos de 1,00%)              | 616    | 2,13 / 100,00   |       |
| Votos Inválidos         | Votos Inválidos                          | 740    | 2,56 / 100,00   | 0,59  |
| Total                   | Total                                    | 28 954 | 100,00 / 100,00 |       |
| Eleitorado/Participação | Eleitorado/Participação                  | 43 251 | 66,94 / 100,00  | 8,22  |

| Freguesia                        | %     | %     | %     | %     | %    | %    | %    | %    | Votantes | Taxa de Participação |
| Freguesia                        | PS    | AD    | CH    | BE    | CDU  | IL   | L    | PAN  | Votantes | Taxa de Participação |
| -------------------------------- | ----- | ----- | ----- | ----- | ---- | ---- | ---- | ---- | -------- | -------------------- |
| Freguesia                        |       |       |       |       |      |      |      |      | Votantes | Taxa de Participação |
| Aldeia de São Francisco de Assis | 51,37 | 14,73 | 20,21 | 2,05  | 4,79 | 1,37 | 0,34 | 1,37 | 292      | 65,03                |
| Barco e Coutada                  | 39,66 | 22,60 | 17,06 | 10,02 | 0,85 | 1,71 | 1,49 | 1,07 | 469      | 56,17                |
| Boidobra                         | 38,74 | 24,09 | 14,78 | 4,98  | 4,43 | 3,63 | 2,74 | 1,44 | 2 009    | 73,40                |
| Cantar-Galo e Vila do Carvalho   | 54,66 | 13,35 | 11,54 | 6,30  | 4,53 | 1,76 | 2,32 | 0,96 | 1 985    | 63,52                |
| Casegas e Ourondo                | 46,82 | 22,83 | 11,27 | 1,73  | 4,91 | 1,16 | 1,73 | 0    | 346      | 47,40                |
| Cortes do Meio                   | 46,68 | 19,25 | 13,27 | 5,53  | 3,76 | 2,21 | 1,55 | 0,66 | 452      | 64,66                |
| Covilhã e Canhoso                | 41,08 | 26,98 | 11,56 | 5,96  | 3,08 | 3,20 | 2,75 | 1,36 | 11 243   | 68,54                |
| Dominguizo                       | 36,10 | 28,46 | 18,54 | 3,58  | 2,44 | 2,76 | 1,95 | 1,30 | 615      | 67,07                |
| Erada                            | 50,37 | 17,20 | 16,95 | 4,91  | 0,49 | 1,72 | 1,47 | 0,49 | 407      | 67,16                |
| Ferro                            | 38,95 | 21,53 | 18,67 | 6,99  | 2,41 | 2,29 | 1,60 | 1,49 | 873      | 63,96                |
| Orjais                           | 45,77 | 22,43 | 12,81 | 4,35  | 1,37 | 2,52 | 2,75 | 2,52 | 437      | 69,48                |
| Paul                             | 33,67 | 23,62 | 23,24 | 4,02  | 4,02 | 2,39 | 2,64 | 1,76 | 796      | 59,89                |
| Peraboa                          | 37,82 | 27,72 | 21,39 | 4,16  | 0,59 | 1,19 | 1,19 | 0,99 | 505      | 58,45                |
| Peso e Vales do Rio              | 44,43 | 25,12 | 13,12 | 2,60  | 2,60 | 2,35 | 2,60 | 1,49 | 808      | 66,50                |
| São Jorge da Beira               | 56,87 | 20,77 | 7,35  | 2,24  | 1,28 | 0,32 | 1,28 | 1,28 | 313      | 62,73                |
| Sobral de São Miguel             | 41,24 | 30,41 | 10,31 | 3,09  | 2,06 | 2,06 | 1,03 | 0,52 | 194      | 65,32                |
| Teixoso e Sarzedo                | 49,19 | 17,06 | 16,65 | 4,70  | 2,11 | 2,76 | 1,74 | 1,26 | 2 468    | 67,62                |
| Tortosendo                       | 40,43 | 22,03 | 15,13 | 5,04  | 7,70 | 2,15 | 2,42 | 1,39 | 3 391    | 72,69                |
| Unhais da Serra                  | 46,66 | 18,49 | 17,64 | 5,41  | 2,28 | 1,00 | 1,56 | 1,56 | 703      | 68,19                |
| Vale Formoso e Aldeia do Souto   | 47,45 | 14,80 | 19,39 | 4,85  | 3,83 | 1,79 | 0,77 | 1,28 | 392      | 58,86                |
| Verdelhos                        | 45,70 | 11,72 | 25,78 | 2,34  | 2,73 | 0,78 | 1,56 | 1,17 | 256      | 47,50                |
| Covilhã                          | 43,00 | 23,03 | 14,15 | 5,31  | 3,58 | 2,61 | 2,32 | 1,31 | 28 954   | 66,94                |

### Fundão
| Partido                 | Partido                                  | Votos  | %               | +/-   |
| ----------------------- | ---------------------------------------- | ------ | --------------- | ----- |
|                         | Partido Socialista                       | 5 456  | 34,59 / 100,00  | 13,05 |
|                         | Aliança Democrática (PPD/PSD-CDS-PP-PPM) | 4 256  | 26,98 / 100,00  | 0,97  |
|                         | CHEGA                                    | 3 228  | 20,47 / 100,00  | 11,81 |
|                         | Bloco de Esquerda                        | 677    | 4,29 / 100,00   | 0,60  |
|                         | Iniciativa Liberal                       | 466    | 2,95 / 100,00   | 0,08  |
|                         | LIVRE                                    | 310    | 1,97 / 100,00   | 1,12  |
|                         | Coligação Democrática Unitária (PCP-PEV) | 259    | 1,64 / 100,00   | 0,80  |
|                         | Alternativa Democrática Nacional         | 241    | 1,53 / 100,00   | 1,29  |
|                         | Pessoas–Animais–Natureza                 | 225    | 1,43 / 100,00   | 0,57  |
|                         | Outros (com menos de 1,00%)              | 221    | 1,41 / 100,00   |       |
| Votos Inválidos         | Votos Inválidos                          | 434    | 2,75 / 100,00   | 0,12  |
| Total                   | Total                                    | 15 773 | 100,00 / 100,00 |       |
| Eleitorado/Participação | Eleitorado/Participação                  | 24 868 | 63,43 / 100,00  | 8,23  |

| Freguesia                           | %     | %     | %     | %    | %    | %    | %    | %    | %    | Votantes | Taxa de Participação |
| Freguesia                           | PS    | AD    | CH    | BE   | IL   | L    | CDU  | ADN  | PAN  | Votantes | Taxa de Participação |
| ----------------------------------- | ----- | ----- | ----- | ---- | ---- | ---- | ---- | ---- | ---- | -------- | -------------------- |
| Freguesia                           |       |       |       |      |      |      |      |      |      | Votantes | Taxa de Participação |
| Alcaide                             | 41,41 | 23,10 | 12,68 | 6,48 | 4,23 | 1,69 | 1,69 | 2,25 | 2,25 | 355      | 64,78                |
| Alcaria                             | 33,83 | 26,62 | 18,80 | 7,07 | 2,11 | 2,11 | 1,65 | 2,11 | 1,35 | 665      | 65,71                |
| Alcongosta                          | 33,46 | 24,23 | 20,38 | 6,92 | 1,92 | 2,69 | 2,69 | 2,69 | 1,15 | 260      | 67,71                |
| Alpedrinha                          | 32,00 | 33,00 | 17,80 | 2,80 | 3,20 | 2,80 | 1,00 | 2,60 | 1,40 | 500      | 59,74                |
| Barroca                             | 47,98 | 27,42 | 11,29 | 1,61 | 1,61 | 0,81 | 0,81 | 1,61 | 2,02 | 248      | 55,23                |
| Bogas de Cima                       | 23,37 | 40,22 | 27,17 | 1,63 | 1,09 | 0    | 0    | 1,63 | 0    | 184      | 51,40                |
| Capinha                             | 35,59 | 21,62 | 26,13 | 3,15 | 0,45 | 0,45 | 4,95 | 1,80 | 0    | 222      | 51,63                |
| Castelejo                           | 27,16 | 27,65 | 25,19 | 4,44 | 1,23 | 1,48 | 2,22 | 2,22 | 0,25 | 405      | 63,18                |
| Castelo Novo                        | 37,04 | 31,75 | 14,29 | 2,12 | 0,53 | 3,70 | 3,17 | 1,59 | 1,06 | 189      | 68,48                |
| Enxames                             | 36,90 | 24,21 | 20,63 | 1,98 | 1,59 | 2,78 | 0,40 | 1,19 | 1,59 | 252      | 64,12                |
| Fatela                              | 44,62 | 12,03 | 28,48 | 6,01 | 2,53 | 0,95 | 1,58 | 1,58 | 0,95 | 316      | 67,38                |
| Fundão                              | 33,22 | 27,98 | 19,22 | 4,85 | 3,85 | 2,51 | 1,68 | 1,31 | 1,69 | 7 689    | 68,19                |
| Janeiro de Cima e Bogas de Baixo    | 37,55 | 37,55 | 17,10 | 1,12 | 0,74 | 0    | 1,12 | 1,12 | 1,12 | 269      | 55,58                |
| Lavacolhos                          | 50,91 | 22,73 | 13,64 | 1,82 | 0,91 | 0    | 3,64 | 0    | 0    | 110      | 52,13                |
| Orca                                | 36,05 | 29,47 | 18,18 | 2,82 | 1,25 | 1,25 | 2,19 | 2,19 | 1,25 | 319      | 62,80                |
| Pero Viseu                          | 32,28 | 21,16 | 28,84 | 3,17 | 5,82 | 1,32 | 1,59 | 1,06 | 0,79 | 378      | 55,92                |
| Póvoa de Atalaia e Atalaia do Campo | 30,87 | 27,08 | 27,08 | 4,51 | 1,08 | 0,90 | 1,26 | 2,17 | 1,26 | 554      | 58,87                |
| Silvares                            | 41,59 | 20,35 | 21,95 | 3,19 | 2,12 | 0,71 | 1,24 | 0,53 | 1,06 | 565      | 61,35                |
| Soalheira                           | 27,38 | 32,45 | 25,96 | 4,06 | 3,04 | 1,83 | 1,01 | 1,42 | 1,42 | 493      | 60,64                |
| Souto da Casa                       | 36,36 | 29,44 | 17,32 | 4,98 | 2,38 | 1,30 | 2,60 | 1,30 | 0,87 | 462      | 64,08                |
| Telhado                             | 33,88 | 16,94 | 31,69 | 3,83 | 1,91 | 1,64 | 1,64 | 2,19 | 1,09 | 366      | 64,55                |
| Três Povos                          | 40,93 | 24,65 | 19,07 | 0,93 | 2,56 | 0,70 | 0,93 | 2,09 | 1,86 | 430      | 52,50                |
| Vale de Prazeres e Mata da Rainha   | 41,51 | 23,62 | 22,69 | 2,21 | 0,74 | 1,48 | 1,11 | 1,48 | 1,29 | 542      | 47,80                |
| Fundão                              | 34,59 | 26,98 | 20,47 | 4,29 | 2,95 | 1,97 | 1,64 | 1,53 | 1,43 | 15 773   | 63,43                |

### Idanha-a-Nova
| Partido                 | Partido                                  | Votos | %               | +/-   |
| ----------------------- | ---------------------------------------- | ----- | --------------- | ----- |
|                         | Partido Socialista                       | 1 846 | 39,04 / 100,00  | 12,64 |
|                         | CHEGA                                    | 1 117 | 23,62 / 100,00  | 13,86 |
|                         | Aliança Democrática (PPD/PSD-CDS-PP-PPM) | 1 053 | 22,27 / 100,00  | 2,59  |
|                         | Bloco de Esquerda                        | 127   | 2,69 / 100,00   | 0,39  |
|                         | Coligação Democrática Unitária (PCP-PEV) | 111   | 2,35 / 100,00   | 0,61  |
|                         | Alternativa Democrática Nacional         | 79    | 1,67 / 100,00   | 1,48  |
|                         | Iniciativa Liberal                       | 70    | 1,48 / 100,00   | 0,06  |
|                         | LIVRE                                    | 54    | 1,14 / 100,00   | 0,51  |
|                         | Outros (com menos de 1,00%)              | 118   | 2,50 / 100,00   |       |
| Votos Inválidos         | Votos Inválidos                          | 154   | 3,25 / 100,00   | 0,36  |
| Total                   | Total                                    | 4 729 | 100,00 / 100,00 |       |
| Eleitorado/Participação | Eleitorado/Participação                  | 7 662 | 61,72 / 100,00  | 7,83  |

| Freguesia                           | %     | %     | %     | %    | %    | %    | %    | %    | Votantes | Taxa de Participação |
| Freguesia                           | PS    | CH    | AD    | BE   | CDU  | ADN  | IL   | L    | Votantes | Taxa de Participação |
| ----------------------------------- | ----- | ----- | ----- | ---- | ---- | ---- | ---- | ---- | -------- | -------------------- |
| Freguesia                           |       |       |       |      |      |      |      |      | Votantes | Taxa de Participação |
| Aldeia de Santa Margarida           | 40,34 | 21,01 | 21,85 | 5,04 | 0,84 | 3,36 | 0,84 | 0    | 119      | 57,21                |
| Idanha-a-Nova e Alcafozes           | 34,91 | 24,96 | 23,37 | 3,63 | 2,98 | 1,38 | 2,03 | 1,31 | 1 378    | 67,75                |
| Ladoeiro                            | 37,48 | 29,24 | 21,74 | 1,50 | 1,50 | 1,20 | 0,60 | 1,65 | 667      | 62,39                |
| Medelim                             | 53,60 | 12,00 | 17,60 | 1,60 | 1,60 | 2,40 | 1,60 | 0,80 | 125      | 66,84                |
| Monfortinho e Salvaterra do Extremo | 32,43 | 31,53 | 20,72 | 2,40 | 1,80 | 1,80 | 2,70 | 0,30 | 333      | 62,59                |
| Monsanto e Idanha-a-Velha           | 47,53 | 17,86 | 18,41 | 3,30 | 0,82 | 1,10 | 0,55 | 1,37 | 364      | 60,47                |
| Oledo                               | 39,51 | 14,20 | 25,93 | 3,09 | 4,94 | 3,70 | 1,85 | 0,62 | 162      | 56,06                |
| Penha Garcia                        | 42,61 | 16,76 | 25,28 | 2,27 | 0,85 | 1,70 | 1,70 | 1,99 | 352      | 64,35                |
| Proença-a-Velha                     | 44,71 | 16,47 | 25,88 | 1,18 | 4,71 | 2,35 | 2,35 | 0    | 85       | 62,50                |
| Rosmaninhal                         | 32,38 | 31,43 | 20,95 | 2,38 | 3,81 | 3,33 | 1,43 | 1,90 | 210      | 48,72                |
| São Miguel de Acha                  | 37,55 | 13,72 | 28,88 | 4,33 | 2,89 | 2,53 | 2,17 | 1,08 | 277      | 59,70                |
| Toulões                             | 43,59 | 22,22 | 21,37 | 3,42 | 2,56 | 1,71 | 0    | 0    | 117      | 67,24                |
| Zebreira e Segura                   | 45,19 | 26,30 | 18,52 | 0,74 | 2,59 | 0,93 | 0,74 | 0,56 | 540      | 54,60                |
| Idanha-a-Nova                       | 39,04 | 23,62 | 22,27 | 2,69 | 2,35 | 1,67 | 1,48 | 1,14 | 4 729    | 61,72                |

### Oleiros
| Partido                 | Partido                                  | Votos | %               | +/-   |
| ----------------------- | ---------------------------------------- | ----- | --------------- | ----- |
|                         | Aliança Democrática (PPD/PSD-CDS-PP-PPM) | 1 457 | 48,57 / 100,00  | 0,67  |
|                         | Partido Socialista                       | 694   | 23,13 / 100,00  | 12,76 |
|                         | CHEGA                                    | 465   | 15,50 / 100,00  | 9,24  |
|                         | Alternativa Democrática Nacional         | 69    | 2,30 / 100,00   | 2,01  |
|                         | Bloco de Esquerda                        | 51    | 1,70 / 100,00   | 0,46  |
|                         | Iniciativa Liberal                       | 51    | 1,70 / 100,00   | 0,30  |
|                         | LIVRE                                    | 31    | 1,03 / 100,00   | 0,81  |
|                         | Outros (com menos de 1,00%)              | 68    | 2,27 / 100,00   |       |
| Votos Inválidos         | Votos Inválidos                          | 114   | 3,80 / 100,00   | 0,75  |
| Total                   | Total                                    | 3 000 | 100,00 / 100,00 |       |
| Eleitorado/Participação | Eleitorado/Participação                  | 4 462 | 67,23 / 100,00  | 7,37  |

| Freguesia                | %     | %     | %     | %    | %    | %    | %    | Votantes | Taxa de Participação |
| Freguesia                | AD    | PS    | CH    | ADN  | BE   | IL   | L    | Votantes | Taxa de Participação |
| ------------------------ | ----- | ----- | ----- | ---- | ---- | ---- | ---- | -------- | -------------------- |
| Freguesia                |       |       |       |      |      |      |      | Votantes | Taxa de Participação |
| Álvaro                   | 72,73 | 7,95  | 10,23 | 2,27 | 1,14 | 2,27 | 0    | 88       | 59,46                |
| Cambas                   | 48,28 | 31,03 | 10,34 | 4,14 | 0,69 | 0,69 | 0,69 | 145      | 55,98                |
| Estreito - Vilar Barroco | 48,99 | 24,86 | 13,63 | 3,31 | 1,29 | 1,66 | 0,37 | 543      | 64,87                |
| Isna                     | 51,30 | 24,35 | 12,17 | 1,74 | 0    | 0,87 | 0,87 | 115      | 78,23                |
| Madeirã                  | 47,00 | 22,00 | 18,00 | 1,00 | 0    | 4,00 | 3,00 | 100      | 71,94                |
| Mosteiro                 | 45,29 | 28,24 | 12,94 | 2,94 | 1,76 | 2,94 | 0,59 | 170      | 68,55                |
| Oleiros - Amieira        | 50,59 | 20,31 | 17,45 | 1,91 | 2,20 | 1,61 | 1,10 | 1 364    | 70,82                |
| Orvalho                  | 33,58 | 30,94 | 18,49 | 2,26 | 1,89 | 0,75 | 1,13 | 265      | 57,99                |
| Sarnadas de São Simão    | 38,05 | 28,32 | 13,27 | 1,77 | 2,65 | 2,65 | 1,77 | 113      | 66,86                |
| Sobral                   | 53,61 | 18,56 | 11,34 | 1,03 | 1,03 | 2,06 | 3,09 | 97       | 73,48                |
| Oleiros                  | 48,57 | 23,13 | 15,50 | 2,30 | 1,70 | 1,70 | 1,03 | 3 000    | 67,23                |

### Penamacor
| Partido                 | Partido                                  | Votos | %               | +/-   |
| ----------------------- | ---------------------------------------- | ----- | --------------- | ----- |
|                         | Partido Socialista                       | 878   | 34,76 / 100,00  | 13,50 |
|                         | Aliança Democrática (PPD/PSD-CDS-PP-PPM) | 656   | 25,97 / 100,00  | 2,08  |
|                         | CHEGA                                    | 605   | 23,95 / 100,00  | 12,46 |
|                         | Bloco de Esquerda                        | 98    | 3,88 / 100,00   | 0,10  |
|                         | Alternativa Democrática Nacional         | 55    | 2,18 / 100,00   | 2,06  |
|                         | Coligação Democrática Unitária (PCP-PEV) | 32    | 1,27 / 100,00   | 0,35  |
|                         | Iniciativa Liberal                       | 31    | 1,23 / 100,00   | 0,03  |
|                         | Outros (com menos de 1,00%)              | 104   | 4,12 / 100,00   |       |
| Votos Inválidos         | Votos Inválidos                          | 67    | 2,65 / 100,00   | 0,25  |
| Total                   | Total                                    | 2 526 | 100,00 / 100,00 |       |
| Eleitorado/Participação | Eleitorado/Participação                  | 4 062 | 62,19 / 100,00  | 5,60  |

| Freguesia                                     | %     | %     | %     | %    | %    | %    | %    | Votantes | Taxa de Participação |
| Freguesia                                     | PS    | AD    | CH    | BE   | ADN  | CDU  | IL   | Votantes | Taxa de Participação |
| --------------------------------------------- | ----- | ----- | ----- | ---- | ---- | ---- | ---- | -------- | -------------------- |
| Freguesia                                     |       |       |       |      |      |      |      | Votantes | Taxa de Participação |
| Aldeia do Bispo, Águas e Aldeia de João Pires | 33,97 | 25,00 | 25,38 | 3,24 | 1,91 | 3,24 | 0,95 | 524      | 64,45                |
| Aranhas                                       | 31,79 | 17,92 | 35,26 | 2,31 | 4,05 | 0,58 | 0,58 | 173      | 61,57                |
| Benquerença                                   | 39,15 | 24,26 | 22,55 | 4,26 | 1,28 | 0,85 | 0,85 | 235      | 57,18                |
| Meimão                                        | 52,00 | 24,00 | 12,00 | 1,33 | 5,33 | 0,67 | 0    | 150      | 60,24                |
| Meimoa                                        | 30,11 | 29,03 | 25,81 | 3,23 | 0,54 | 2,15 | 2,15 | 186      | 64,36                |
| Pedrógão de São Pedro e Bemposta              | 35,80 | 25,51 | 25,10 | 2,88 | 2,06 | 0,41 | 1,23 | 243      | 53,29                |
| Penamacor                                     | 30,13 | 33,19 | 20,64 | 4,88 | 2,37 | 0,56 | 1,81 | 717      | 65,30                |
| Salvador                                      | 36,59 | 11,59 | 34,76 | 3,05 | 1,22 | 0    | 0,61 | 164      | 59,21                |
| Vale da Senhora da Póvoa                      | 41,79 | 20,90 | 19,40 | 8,96 | 1,49 | 1,49 | 1,49 | 134      | 71,28                |
| Penamacor                                     | 34,76 | 25,97 | 23,95 | 3,88 | 2,18 | 1,27 | 1,23 | 2 526    | 62,19                |

### Proença-a-Nova
| Partido                 | Partido                                  | Votos | %               | +/-   |
| ----------------------- | ---------------------------------------- | ----- | --------------- | ----- |
|                         | Aliança Democrática (PPD/PSD-CDS-PP-PPM) | 1 850 | 41,18 / 100,00  | 1,78  |
|                         | Partido Socialista                       | 1 319 | 29,36 / 100,00  | 14,39 |
|                         | CHEGA                                    | 684   | 15,23 / 100,00  | 8,03  |
|                         | Iniciativa Liberal                       | 112   | 2,49 / 100,00   | 0,53  |
|                         | Bloco de Esquerda                        | 107   | 2,38 / 100,00   | 0,25  |
|                         | Alternativa Democrática Nacional         | 88    | 1,96 / 100,00   | 1,94  |
|                         | LIVRE                                    | 61    | 1,36 / 100,00   | 0,90  |
|                         | Outros (com menos de 1,00%)              | 133   | 2,97 / 100,00   |       |
| Votos Inválidos         | Votos Inválidos                          | 138   | 3,07 / 100,00   | 0,36  |
| Total                   | Total                                    | 4 492 | 100,00 / 100,00 |       |
| Eleitorado/Participação | Eleitorado/Participação                  | 6 623 | 67,82 / 100,00  | 7,13  |

| Freguesia                          | %     | %     | %     | %    | %    | %    | %    | Votantes | Taxa de Participação |
| Freguesia                          | AD    | PS    | CH    | IL   | BE   | ADN  | L    | Votantes | Taxa de Participação |
| ---------------------------------- | ----- | ----- | ----- | ---- | ---- | ---- | ---- | -------- | -------------------- |
| Freguesia                          |       |       |       |      |      |      |      | Votantes | Taxa de Participação |
| Montes da Senhora                  | 38,73 | 30,15 | 17,16 | 1,23 | 2,45 | 1,72 | 0,98 | 408      | 71,58                |
| Proença-a-Nova e Peral             | 41,54 | 28,98 | 15,16 | 2,54 | 2,64 | 2,01 | 1,55 | 2 836    | 69,65                |
| São Pedro do Esteval               | 32,65 | 34,02 | 17,87 | 4,81 | 1,03 | 2,41 | 1,03 | 291      | 70,12                |
| Sobreira Formosa e Alvito da Beira | 43,78 | 28,74 | 13,79 | 2,19 | 1,99 | 1,78 | 1,04 | 957      | 61,11                |
| Proença-a-Nova                     | 41,18 | 29,36 | 15,23 | 2,49 | 2,38 | 1,96 | 1,36 | 4 492    | 67,82                |

### Sertã
| Partido                 | Partido                                  | Votos  | %               | +/-   |
| ----------------------- | ---------------------------------------- | ------ | --------------- | ----- |
|                         | Aliança Democrática (PPD/PSD-CDS-PP-PPM) | 3 740  | 40,95 / 100,00  | 0,17  |
|                         | Partido Socialista                       | 2 342  | 25,65 / 100,00  | 14,31 |
|                         | CHEGA                                    | 1 665  | 18,23 / 100,00  | 9,98  |
|                         | Bloco de Esquerda                        | 235    | 2,57 / 100,00   | 0,10  |
|                         | Iniciativa Liberal                       | 198    | 2,17 / 100,00   | 0,14  |
|                         | Alternativa Democrática Nacional         | 178    | 1,95 / 100,00   | 1,78  |
|                         | LIVRE                                    | 135    | 1,48 / 100,00   | 1,01  |
|                         | Pessoas–Animais–Natureza                 | 118    | 1,29 / 100,00   | 0,45  |
|                         | Outros (com menos de 1,00%)              | 201    | 2,20 / 100,00   |       |
| Votos Inválidos         | Votos Inválidos                          | 320    | 3,50 / 100,00   | 0,83  |
| Total                   | Total                                    | 9 132  | 100,00 / 100,00 |       |
| Eleitorado/Participação | Eleitorado/Participação                  | 13 208 | 69,14 / 100,00  | 7,72  |

| Freguesia                                 | %     | %     | %     | %    | %    | %    | %    | %    | Votantes | Taxa de Participação |
| Freguesia                                 | AD    | PS    | CH    | BE   | IL   | ADN  | L    | PAN  | Votantes | Taxa de Participação |
| ----------------------------------------- | ----- | ----- | ----- | ---- | ---- | ---- | ---- | ---- | -------- | -------------------- |
| Freguesia                                 |       |       |       |      |      |      |      |      | Votantes | Taxa de Participação |
| Cabeçudo                                  | 33,39 | 31,39 | 17,34 | 4,20 | 3,28 | 1,82 | 0,55 | 1,46 | 548      | 67,65                |
| Carvalhal                                 | 32,28 | 40,16 | 16,54 | 1,57 | 0,79 | 1,57 | 1,18 | 0    | 254      | 69,02                |
| Castelo                                   | 35,91 | 29,04 | 21,13 | 3,09 | 1,03 | 1,72 | 0,86 | 1,55 | 582      | 67,13                |
| Cernache do Bonjardim, Nesperal e Palhais | 37,14 | 24,58 | 21,83 | 3,14 | 2,19 | 2,00 | 1,62 | 1,52 | 2 103    | 68,73                |
| Cumeada e Marmeleiro                      | 47,70 | 26,88 | 15,01 | 1,21 | 0,48 | 1,94 | 0,97 | 1,94 | 413      | 72,33                |
| Ermida e Figueiredo                       | 63,52 | 12,88 | 15,02 | 0    | 0,86 | 3,86 | 0,43 | 0,43 | 233      | 67,15                |
| Pedrógão Pequeno                          | 39,32 | 28,64 | 15,53 | 2,18 | 0,49 | 2,18 | 2,43 | 1,46 | 412      | 70,07                |
| Sertã                                     | 41,38 | 24,88 | 17,73 | 2,65 | 2,81 | 1,93 | 1,69 | 1,31 | 3 734    | 70,99                |
| Troviscal                                 | 52,34 | 22,90 | 12,62 | 1,17 | 0,93 | 1,40 | 0,93 | 0,23 | 428      | 62,21                |
| Várzea dos Cavaleiros                     | 49,18 | 22,59 | 16,24 | 1,41 | 2,59 | 1,88 | 1,88 | 0,94 | 425      | 65,49                |
| Sertã                                     | 40,95 | 25,65 | 18,23 | 2,57 | 2,17 | 1,95 | 1,48 | 1,29 | 9 132    | 69,14                |

### Vila de Rei
| Partido                 | Partido                                  | Votos | %               | +/-   |
| ----------------------- | ---------------------------------------- | ----- | --------------- | ----- |
|                         | Aliança Democrática (PPD/PSD-CDS-PP-PPM) | 913   | 44,86 / 100,00  | 3,78  |
|                         | CHEGA                                    | 400   | 19,66 / 100,00  | 11,30 |
|                         | Partido Socialista                       | 367   | 18,03 / 100,00  | 9,53  |
|                         | Iniciativa Liberal                       | 52    | 2,56 / 100,00   | 0,07  |
|                         | Alternativa Democrática Nacional         | 49    | 2,41 / 100,00   | 2,14  |
|                         | Bloco de Esquerda                        | 48    | 2,36 / 100,00   | 0,59  |
|                         | LIVRE                                    | 37    | 1,82 / 100,00   | 1,23  |
|                         | Coligação Democrática Unitária (PCP-PEV) | 33    | 1,62 / 100,00   | 0,47  |
|                         | Pessoas–Animais–Natureza                 | 27    | 1,33 / 100,00   | 0,15  |
|                         | Outros (com menos de 1,00%)              | 28    | 1,38 / 100,00   |       |
| Votos Inválidos         | Votos Inválidos                          | 81    | 3,98 / 100,00   | 0,47  |
| Total                   | Total                                    | 2 035 | 100,00 / 100,00 |       |
| Eleitorado/Participação | Eleitorado/Participação                  | 2 748 | 74,05 / 100,00  | 5,93  |

| Freguesia        | %     | %     | %     | %    | %    | %    | %    | %    | %    | Votantes | Taxa de Participação |
| Freguesia        | AD    | CH    | PS    | IL   | ADN  | BE   | L    | CDU  | PAN  | Votantes | Taxa de Participação |
| ---------------- | ----- | ----- | ----- | ---- | ---- | ---- | ---- | ---- | ---- | -------- | -------------------- |
| Freguesia        |       |       |       |      |      |      |      |      |      | Votantes | Taxa de Participação |
| Fundada          | 49,21 | 18,06 | 16,49 | 2,09 | 2,09 | 2,62 | 2,09 | 2,62 | 0,79 | 382      | 78,28                |
| São João do Peso | 34,18 | 24,05 | 29,11 | 0    | 2,53 | 0    | 2,53 | 3,80 | 0    | 79       | 68,70                |
| Vila de Rei      | 44,35 | 19,82 | 17,85 | 2,80 | 2,48 | 2,41 | 2,03 | 1,27 | 1,52 | 1 574    | 73,38                |
| Vila de Rei      | 44,86 | 19,66 | 18,03 | 2,56 | 2,41 | 2,36 | 1,82 | 1,62 | 1,33 | 2 035    | 74,05                |

### Vila Velha de Ródão
| Partido                 | Partido                                  | Votos | %               | +/-   |
| ----------------------- | ---------------------------------------- | ----- | --------------- | ----- |
|                         | Partido Socialista                       | 804   | 43,72 / 100,00  | 11,30 |
|                         | Aliança Democrática (PPD/PSD-CDS-PP-PPM) | 407   | 22,13 / 100,00  | 2,23  |
|                         | CHEGA                                    | 353   | 19,20 / 100,00  | 12,65 |
|                         | Bloco de Esquerda                        | 66    | 3,59 / 100,00   | 0,51  |
|                         | Coligação Democrática Unitária (PCP-PEV) | 54    | 2,94 / 100,00   | 0,98  |
|                         | Iniciativa Liberal                       | 32    | 1,74 / 100,00   | 0,28  |
|                         | LIVRE                                    | 25    | 1,36 / 100,00   | 0,81  |
|                         | Pessoas–Animais–Natureza                 | 19    | 1,03 / 100,00   | 0,66  |
|                         | Outros (com menos de 1,00%)              | 44    | 2,40 / 100,00   |       |
| Votos Inválidos         | Votos Inválidos                          | 35    | 1,91 / 100,00   | 0,29  |
| Total                   | Total                                    | 1 839 | 100,00 / 100,00 |       |
| Eleitorado/Participação | Eleitorado/Participação                  | 2 769 | 66,41 / 100,00  | 7,86  |

| Freguesia           | %     | %     | %     | %    | %    | %    | %    | %    | Votantes | Taxa de Participação |
| Freguesia           | PS    | AD    | CH    | BE   | CDU  | IL   | L    | PAN  | Votantes | Taxa de Participação |
| ------------------- | ----- | ----- | ----- | ---- | ---- | ---- | ---- | ---- | -------- | -------------------- |
| Freguesia           |       |       |       |      |      |      |      |      | Votantes | Taxa de Participação |
| Fratel              | 47,88 | 21,17 | 14,01 | 2,28 | 2,61 | 1,95 | 1,95 | 2,61 | 307      | 69,14                |
| Perais              | 49,39 | 23,48 | 13,77 | 3,24 | 1,21 | 2,02 | 0,40 | 0,81 | 247      | 64,32                |
| Sarnadas de Ródão   | 40,70 | 24,21 | 23,16 | 3,51 | 1,40 | 0,35 | 1,40 | 1,40 | 285      | 62,23                |
| Vila Velha de Ródão | 41,90 | 21,50 | 21,00 | 4,10 | 3,90 | 2,00 | 1,40 | 0,50 | 1 000    | 67,43                |
| Vila Velha de Ródão | 43,72 | 22,13 | 19,20 | 3,59 | 2,94 | 1,74 | 1,36 | 1,03 | 1 839    | 66,41                |

## Lista de Deputados Eleitos
A lista apresentada é conforme a aplicação do Método D'Hondt:
| N.º | Nome                                       | Partido | Partido            | Partido                       | Quociente |
| --- | ------------------------------------------ | ------- | ------------------ | ----------------------------- | --------- |
| 1   | Nuno Jorge Cardona Fazenda de Almeida      |         | Partido Socialista | Partido Socialista            | 37052     |
| 2   | Liliana Domingues Reis Ferreira            |         |                    | Aliança Democrática (PPD/PSD) | 30803     |
| 3   | João Filipe Dias Ribeiro                   |         | CHEGA              | CHEGA                         | 21131     |
| 4   | Patrícia Alexandra da Silva Bento Caixinha |         | Partido Socialista | Partido Socialista            | 18526     |